# Boncmester
A boncmester feladata a kórházak patológiai osztályain és az igazságügyi orvostan területén működő bonctermekben a tetemek boncolása, rekonstruálása, szállítása, a kórszövettani vizsgálatra érkező anyagok rögzítése, tárolása orvosi felügyelet mellett.
A kórházban és az igazságügyben dolgozók esetében: 
- Segíti az orvos munkáját (patológus, esetleg igazságügyi orvosszakértő). A temetés előkészületeiben is részt vállal, ő rekonstruálja a holttest állapotát kiadható minőségűre, megmosdatja, felöltözteti a megfelelő ruházatba.
- A boncmester külön kérésre: kozmetikai módszerekkel szépségipari  eljárásokat is alkalmaz, sminkel, manikűr-pedikűr, műköröm felhelyezése, fodrászatilag a hajat-testszőrzetet beállítja.
- Ritka esetekben bebalzsamozza a testet. (Régen a patológusok egy része is végzett balzsamozást, pl. Arányi Lajos György)

A test elhamvasztását rábízzák a krematóriumokra (halottégető, hamvasztó), a halott elhamvasztását külön szakemberek végzik.
Előfordulhat az orvosi egyetemen dolgozó boncmester esetében hogy a boncmesterség mellett a preparátori pozíciót is neki kell betöltenie, mivel az anatómiai intézetekben nem kórboncolás történik, csak oktatási célzattal boncolás. A boncmester a nehezebben hozzáférhető részeket nyitja meg, a többit a tanulók az oktató felügyelete mellett végzik el.
Az órán oktatási céllal használt humán-preparátumokat\készítményeket is a boncmesterek készítik el, tanári engedély mellett diákok, és tanárok is készíthetnek. Ezek a humán forrásból származó testrészekből származó szerv preparátumok, szövettani metszetek oktatási céllal készülnek. Mindez felajánlott holttestek segítségével valósul meg.

## Alapadatok
- OKJ-szám: 52 725 01
- Szakmacsoport: Egészségügy
- Szint: Felső középfokú szakképesítés
- Betölthető foglalkozás: Boncmester
- Felelős minisztérium: EMMI

## A munka jellege
Zárt munkahelyen, álló testhelyzetben járkálva végzett közepesen nehéz fizikai munka.